# Angelica, New York
Angelica är en kommun i Allegany County i delstaten New York, USA.